# Zachariasz Jaroszyński
Zachariasz Jaroszyński herbu własnego (zm. 1775 w Tywrowie) – konsyliarz konfederacji województwa bracławskiego w konfederacji barskiej w 1768 roku, pisarz grodzki kijowski w 1755 roku, podstoli winnicki w 1750 roku, miecznik winnicki w 1736 roku, starosta dymitrowski w 1759 roku.
Za zabicie dominikanina całe życie pokutował, wymurował w Kamieńcu kościół ks. kapucynom.
W 1764 roku jako poseł województwa bracławskiego na sejm elekcyjny 1764 roku był elektorem Stanisława Augusta Poniatowskiego z województwa bracławskiego. Deputat na Trybunał Główny Koronny w 1746 roku.